# آن سالیوان
جوآنا "آن" منسفیلد سالیوان میسی (به انگلیسی: Johanna "Anne" Mansfield Sullivan Macy)، (زاده ۱۴ آوریل ۱۸۶۶ - درگذشته ۲۰ اکتبر ۱۹۳۶)، که بیشتر با نام آن سالیوان شناخته می‌شود، معلمی آمریکایی بود که او را به خاطر معلمی و همراهی هلن ادامز کلر می‌شناسند.

## کودکی
او در ۱۴ آوریل ۱۸۶۶ در فیدینگ هیلز، ایجوام، ماساچوست زاده شد. بنا بر گواهی غسل تعمید او، نامش جوآنا منسفیلد سالیوان بود اما با این حال او را آن یا آنی می‌نامیدند. پدر و مادرش، توماس و آلیس مهاجران فقیر و بی‌سواد ایرلندی بودند. آلیس در ۱۸۷۴ از بیماری سل درگذشت. آن دو خواهر و یک برادر دیگر با نام‌های جیمز (زاده ۱۸۶۹)، الن (زاده ۱۸۶۷) و ماری داشت. پس از مرگ مادرش، او و برادرش جیمز را به توکسبری، ماساچوست منتقل کردند که آنی به مدت هفت سال در آنجا بود. در سال ۱۸۸۰ او را پس از اینکه به دلیل تراخم معالجه‌نشده نابینا شده بود به مدرسه نابینایان پرکینز فرستادند.

## تحصیلات
برخی از معلمان در پرکینز به هوش بالای او پی بردند و به او کمک می‌کردند. مایکل آناگنوس، مدیر مؤسسه، او را تشویق می‌کرد که به کودکان کوچکتر آموزش دهد. در همان‌جا بود که تحت یک عمل جراحی قرار گرفت که مقداری از بینایی‌اش را به او برگرداند. در همین مدرسه نیز تحت آموزش‌های دوستانه لارا بریجمن قرار گرفت و از او الفبا را آموخت. بریجمن اولین فرد نابینا و ناشنوایی بود که از همین مدرسه فارغ‌التحصیل شده‌بود. آنی در سال ۱۸۸۶ و در سن ۲۰ سالگی آموزش‌هایش را در مدرسه نابینایان پرکینز به پایان رساند.

## دوران کاری

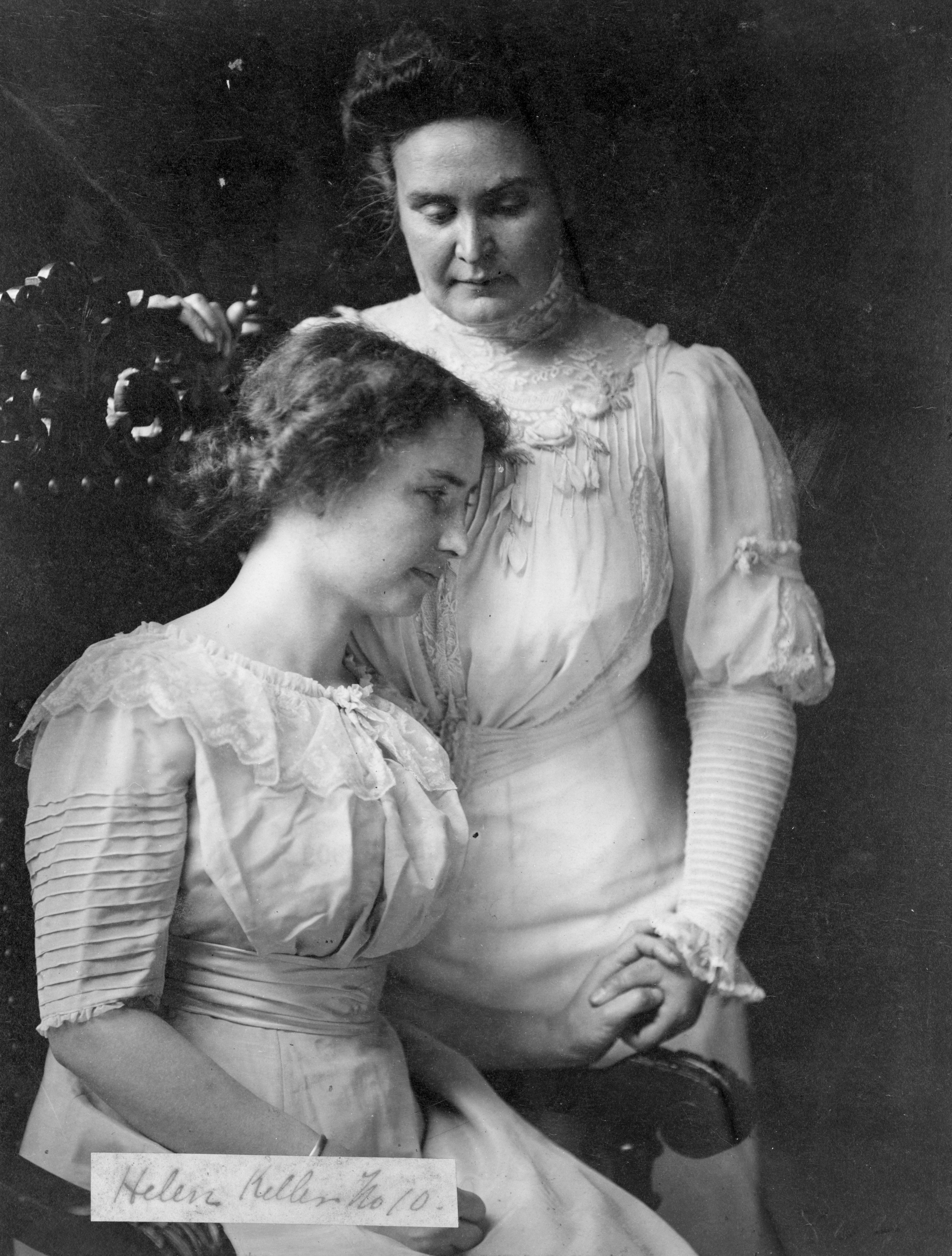
تصویری از دختر نابینا هلن کلر

از آناگنوس، مدیر مؤسسه خواسته بودند تا معلمی برای دختری نابینا و ناشنوا به نام هلن کلر معرفی کند. او از آن سالیوان که تنها ۲۰ سال داشت و دچار ضعف بینایی شدید بود خواست تا معلمی او را قبول کند. سالیوان در ۳ مارس ۱۸۸۷، به خانه هلن در شهر تسوکومبیای آلاباما رسید و این آغاز ۴۹ سال دوستی و همراهی این دو بود.
سالیوان از شمال کشور آمده بود و به محض اینکه به خانه هلن که در جنوب کشور قرار داشت رسید با پدر و مادر او بر سر اینکه چرا با وجود جنگ داخلی هنوز برده دارند به مشاجره پرداخت. او بلافاصله پس از رسیدن، آموزش هلن ۶ ساله را شروع کرده و به نوشتن هجای کلمه عروسک (به انگلیسی: doll) در کف دست او پرداخت. او به عنوان هدیه برای هلن عروسکی آورده بود. هلن نمی‌دانست که هر چیزی با نامی خاص شناخته می‌شود و به همین دلیل در ابتدا گیج شده بود اما سالیوان آموزش خود را متوقف نکرد تا اینکه ماه بعد هلن به موضوع پی برده و با خواستن نام تمام اشیایی که به دستش می‌رسید سالیوان را به ستوه آورد.
او سرانجام موفق به کسب رضایت پدر و مادر هلن برای انتقال او به پرکینز شد و او را در سال ۱۸۸۸ به بوستون برد. او در مدرسه به آموزش‌های هلن پرداخت و با کمک‌های مایکل آناگنوس و نیز پیشرفت‌های چشمگیرش موفق به کسب وجهه بالایی برای مدرسه و سرازیر شدن کمک‌های مالی به آن شد.
پس از فارغ‌التحصیلی هلن از پرکینز، هر دو به نیویورک رفتند و در آنجا سعی کردند در مدرسه ناشنوایان رایت-هوماسون، مهارت‌های لب‌خوانی و سخن گفتن را بیاموزند.

## زندگی شخصی

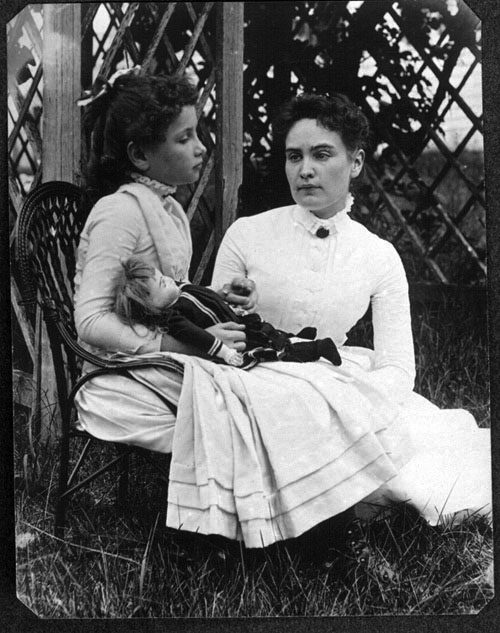
نگاره‌ای از آن سالیوان و هلن کلر ۸ ساله، ژوئیه ۱۸۸۸.

آن سالیوان در سوم ماه می ۱۹۰۵ میلادی، با جان آلرت میسی (۱۸۷۷–۱۹۳۳) که منتقد ادبی و استاد دانشگاه هاروارد بود ازدواج کرد به کلر در چاپ نوشته‌هایش کمک کرد. او سپس به همراه سالیوان و هلن در یک محل ساکن شدند تا اینکه زندگی آن‌ها دچار مشکل شد و به جدایی آن دو در سال ۱۹۱۴ منجر شد اگرچه در سرشماری سال ۱۹۲۰ ایالات متحده آمریکا، از جان میسی با عنوان مستأجر آن سلیوان و هلن کلر نام برده شده‌است. سالیوان و میسی هیچگاه به‌طور رسمی از یکدیگر طلاق نگرفتند. در سال‌های اولیه پس از جدایی، میسی از سالیوان تقاضای پول می‌کرد اما به مرور زمان به نظر می‌رسد از زندگی او خارج شده باشد. سالیوان دیگر هیچگاه دوباره ازدواج نکرد.

## جوایز
هلن و سالیوان در سال ۱۹۳۲، عضویت افتخاری مؤسسه آموزشی اسکاتلند را به‌دست آوردند. همچنین مراتب افتخاری از دانشگاه تمپل دریافت کردند.

## مرگ
سالیوان در تمام طول عمر خود دارای مشکلات جدی بینایی بود اما با این در ۱۹۳۵ از هر دو چشم به‌طور کامل نابینا شد. او در ۲۰ اکتبر ۱۹۳۶، پس از رفتن به کما، در فارست هیلز نیویورک در سن ۷۰ سالگی چشم از جهان فروبست. در هنگام مرگش هلن کلر دست او را گرفته بود. پس از اینکه کلر در سال ۱۹۶۸ درگذشت، خاکستر او را در کلیسای ملی واشینگتن در کنار خاکستر سالیوان گذاشتند.